# Febvotte-Marat
Le quartier Febvotte-Marat est un quartier de la ville de Tours dans le département d'Indre-et-Loire. Il doit son appellation au nom des deux rues qui le traversent.

## Situation
Le quartier fait partie des douze quartiers de Tours-Centre. Il est délimité au Nord par le boulevard Jean Royer, à l'ouest par la place de Strasbourg puis la rue auguste Chevallier, au sud, par les voies ferrées, et à l'est par l'avenue Grammont.

## Toponymie
Il prend son nom de Jean-Joseph Febvotte (maire de la ville de Tours de 1832 à 1834) ainsi que de Jean-Paul Marat (médecin, physicien, journaliste et homme politique français).

## Description
Auparavant zone maraichère, il s'est progressivement construit à la fin du dix-neuvième siècle et début du vingtième siècle, du fait de l'extension de la ville vers le sud.
Il s'agit d'un faubourg au départ ouvrier qui s'est urbanisé après la loi Loucheur (loi facilitant l'intervention financière de l’État pour favoriser le logement populaire) qui a permis la construction de maisons ouvrières à faible coût de la part des ouvriers.